# 霍莉·尼克松
霍莉·尼克松（英語：Holly Nixon，1993年12月7日—），英国女子赛艇运动员。她曾代表英国参加世界赛艇锦标赛，获得一枚金牌和一枚铜牌，其中金牌来自女子四人单桨无舵手项目，铜牌则来自女子四人双桨项目。